# Braden Smith
Braden Smith (Olathe, 25 marzo 1996) è un giocatore di football americano statunitense che milita nel ruolo di offensive tackle per gli Indianapolis Colts della National Football League (NFL). Fu scelto nel corso del 2º giro del Draft NFL 2018 dai Colts. Al college ha giocato a football a Auburn.

## Carriera universitaria
Smith frequentò l'Università di Auburn e giocò a football con gli Auburn Tigers dal 2014 al 2017. Nel 2014, come freshman, Smith disputò 13 partite (12 da titolare), e venne nominato nella prima formazione ideale di freshman All-SEC. Nel 2015, come sophomore, partì come guard destro titolare in tutte le 14 partite, e venne nominato nella seconda formazione ideale All-SEC. Nel 2016, come junior, Smith partì da titolare in tutte le partite della stagione, e venne nominato nella prima formazione ideale All-SEC. Nel 2017, come senior), Smith partì da guard destro titolare in tutte le partite; a fine stagione venne nominato per la seconda volta nella prima formazione ideale All-SEC. Terminò la sua carriera universitaria con 53 presenze e 41 partite da titolare consecutive.

### Riconoscimenti vinti
- Prima formazione ideale All-SEC:

2016, 2017
- Seconda formazione ideale All-SEC:

2015

## Carriera professionistica
Smith fu scelto nel corso del secondo giro (37º assoluto) nel Draft NFL 2018 dagli Indianapolis Colts. Debuttò come professionista partendo come titolare nella gara del primo turno contro i Cincinnati Bengals. Terminò la sua stagione da rookie con 15 presenze (di cui 13 da titolare). La linea offensiva dei Colts si dimostrò tra la più solide della lega, permettendo solamente 18 sack agli avversari, e permettendo al running back Marlon Mack di far registrare 908 yard corse e nove touchdown. I Colts terminarono la stagione regolare con un record di 10–6, aggiudicandosi il secondo posto nella division e la prima partecipazione ai play-off dal 2014. A fine stagione fu inserito nel PFWA All-Rookie Team per il 2018.

## Palmarès
- PFWA All-Rookie Team - 2018